# Auchenipterus dentatus
Auchenipterus dentatus är en fiskart som beskrevs av Valenciennes, 1840. Auchenipterus dentatus ingår i släktet Auchenipterus och familjen Auchenipteridae. Inga underarter finns listade.

## Bildgalleri

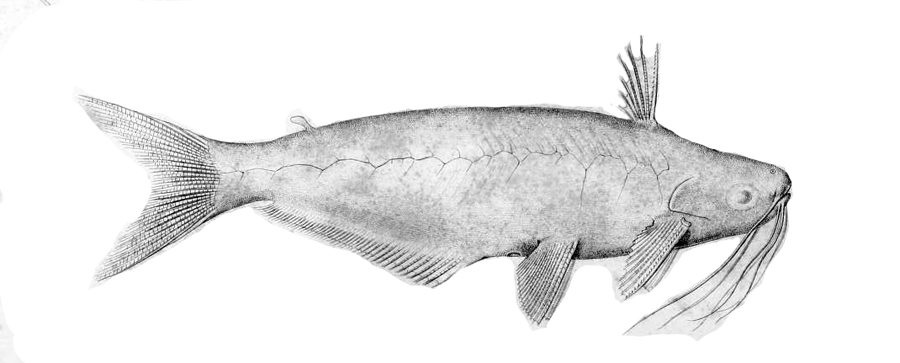